# پیوتر کارپینیا
پیوتر کارپینیا (انگلیسی: Piotr Karpienia؛ زادهٔ ۱۹۷۹) یک موسیقی‌دان اهل لهستان است. وی از سال ۱۹۹۹ میلادی تاکنون مشغول فعالیت بوده‌است.
او پس از این که در سری چهارم استعدادهای درخشان لهستان نفر دوم شد، به شهرت رسید.